# Liste der Kulturdenkmäler in Sosberg
In der Liste der Kulturdenkmäler in Sosberg sind alle Kulturdenkmäler der rheinland-pfälzischen Ortsgemeinde Sosberg aufgeführt. Grundlage ist die Denkmalliste des Landes Rheinland-Pfalz (21. September 2023).

## Einzeldenkmäler
| Bezeichnung                           | Lage                       | Baujahr                   | Beschreibung                                                                           | Bild                           |
| ------------------------------------- | -------------------------- | ------------------------- | -------------------------------------------------------------------------------------- | ------------------------------ |
| Katholische Filialkirche St. Matthias | An der Kirche Lage         | 1769                      | Saalbau mit Querhaus, bezeichnet 1769, Erweiterung 1926, Vorhalle 1947                 | weitere Bilder Fotos hochladen |
| Quereinhaus                           | Hauptstraße 13 Lage        | 19. Jahrhundert           | Quereinhaus; Fachwerkbau, teilweise massiv, 19. Jahrhundert; Scheune                   | Fotos hochladen                |
| Quereinhaus                           | Hauptstraße 14 Lage        | 18. oder 19. Jahrhundert  | Quereinhaus; Fachwerkbau, teilweise massiv oder verschiefert, 18. oder 19. Jahrhundert | BW                             |
| Kreuz                                 | Kirchweg, bei Nr. 8 Lage   | Ende des 19. Jahrhunderts | Kreuz, Gusseisen, Rheinböllener Hütte, Ende des 19. Jahrhunderts                       | BW                             |
| Quereinhaus                           | Mastershausener Weg 1 Lage | 1889                      | Quereinhaus; Fachwerkbau, teilweise verschiefert, bezeichnet 1889                      | Fotos hochladen                |
| Quereinhaus                           | Steilweg 1 Lage            | 19. Jahrhundert           | Fachwerkhaus, 19. Jahrhundert                                                          | BW                             |
| Quereinhaus                           | Steilweg 3 Lage            | 19. Jahrhundert           | Quereinhaus; Fachwerkbau, teilweise massiv, 19. Jahrhundert                            | BW                             |